# Malinka (seksualność)

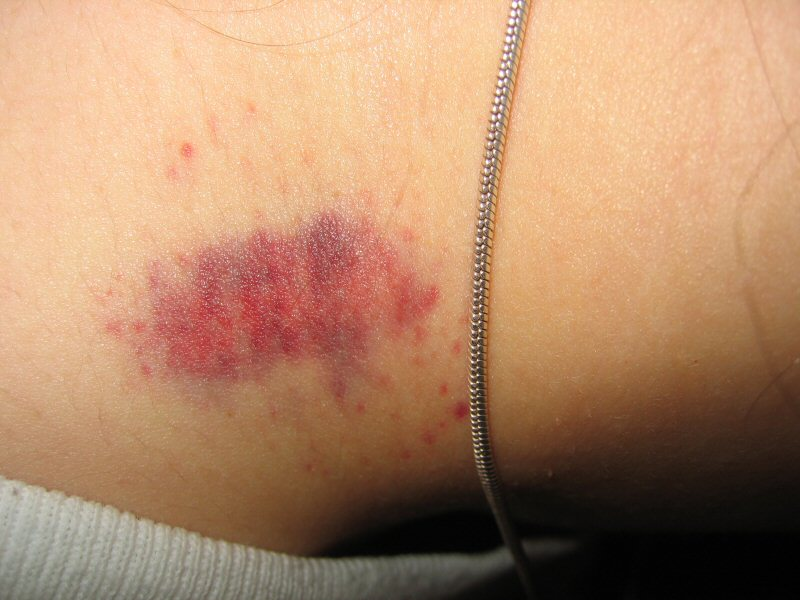
Malinka pozostawiona po namiętnym pocałunku na szyi – zbliżenie

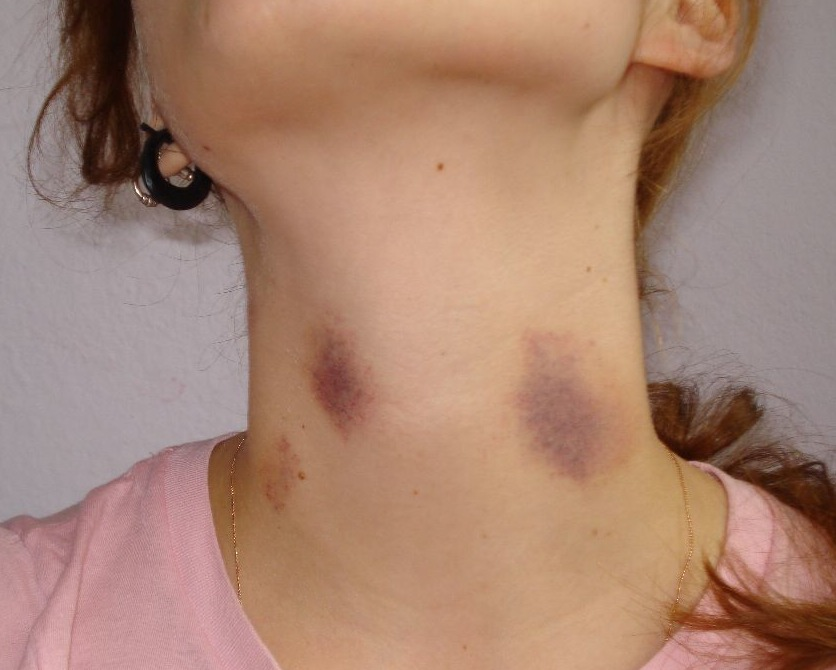
Trzy malinki

Malinka – popularna nazwa używana na określenie śladu pozostawionego na skórze po namiętnym pocałunku.
Z medycznego punktu widzenia „malinka” jest niewielkim krwiakiem. Ponieważ „malinka” to zmiana o charakterze naczyniowym, nie należy opalać jej, aby nie powstało w jej miejscu trwałe przebarwienie skóry. Jeżeli są robione w miejscach widocznych, to mogą być kłopotliwe dla osoby, na której ciele się pojawiły, ale w niektórych kulturach znaki ugryzień na ciele kochanków są pożądanym elementem gry miłosnej. Istnieje przekonanie, że „malinka” może być przyczyną wystąpienia nowotworu skóry, jednak nie istnieją stosowne badania naukowe by móc to potwierdzić. Robienie "malinek" w pobliżu tętnicy szyjnej może być niebezpieczne i w konsekwencji prowadzić do zatoru.

## Wykonanie „malinki”
Usta składa się na kształt przyssawki, przykłada do skóry partnera i wykonuje odruch ssania. Ssanie powoduje wystąpienie przekrwienia i pojawienie się czerwonej plamki. Siłę ssania oraz wrażenia czuciowe można wypróbować na własnym ramieniu. Pozostawienie „malinki” na ciele partnera może być uważane za znak bycia razem, pozostawania we wspólnym związku, bycia kochankami. Zdania na temat obdarowywania partnera „malinką” są podzielone, niektórzy chętnie „malinki” wykonują i chętnie je otrzymują oraz nie przeszkadzają im pozostawione plamki, inni nie lubią ich otrzymywać i wstydzą się przekrwień umiejscowionych w widocznych miejscach. Nieumiejętne zrobienie „malinki” lub zbyt silne ssanie mogą wywołać ból.

## Ukrycie „malinki”
Na skórze może pozostać widoczna od czterech do dwunastu dni, w zależności od tego, jak mocny był i jak długo trwał pocałunek (ssanie), choć zazwyczaj widoczna jest około tygodnia. Krwawy ślad może zostać zamaskowany przez użycie korektora (w przypadku „malinek” na szyi – najczęściej spotykanych – sugeruje się użycie jaśniejszego odcienia od normalnie używanego, jako że skóra szyi jest zazwyczaj nieco jaśniejsza od skóry twarzy) lub ukryty pod golfem albo apaszką. Proces leczenia skóry można nieco przyspieszyć, smarując malinkę kremem z dużą ilością witaminy K.